# Ansicht von Vétheuil
Ansicht von Vétheuil, auch Blick auf Vétheuil (französisch Vue de Vétheuil), ist ein 1880 entstandenes Landschaftsbild des französischen Malers Claude Monet. Das in Öl auf Leinwand gemalte Bild hat eine Höhe von 60 cm und eine Breite von 100 cm. Die Ansicht zeigt eine sommerliche Landschaft im Tal der Seine bei Vétheuil, ein Motiv, das der Maler in zahlreichen Gemälden variierte. Sein Aufenthalt in der Stadt markiert einen persönlichen und künstlerischen Wendepunkt. Das Bild gehört seit 1896 zur Sammlung der Nationalgalerie in Berlin.

## Bildbeschreibung
In der Ansicht auf Vétheuil zeigt Monet eine sommerliche Flusslandschaft. Den Vordergrund rechts nimmt eine in grünen und gelben Farbtupfern wiedergegebene Wiese ein. Dahinter fließt von der unteren linken Ecke bis zum rechten Bildrand die Seine. Während sie rechts in blauweißen langgezogenen Pinselstrichen erscheint, wird auf der linken Seite die Spiegelung des Himmels und der Vegetation des gegenüberliegenden Ufers in kurzen grünen, weißen und blauen Strichen geschildert. Die Vegetation gliedert sich in einen flachen Bewuchs in saftigem Grün in der Mitte, dahinter gibt es von der Mitte bis zum linken Bildrand ein wucherndes blaugrünes Buschwerk und schließlich eine alles überragende breite Reihe mit dunkelgrünen „zypressenhaften Pappeln“. Während das Buschwerk eher einen „schaumig gewellten“ Pinselstrich aufweist, sind die Pappeln durch längliche vertikale Pinselführung gekennzeichnet. Der Blick auf Vétheuil wird durch diese Vegetation teilweise verdeckt. So ragt in der Bildmitte lediglich der Turm der Kirche Notre-Dame hervor. Weitere Gebäude des Ortes finden sich am linken Bildrand hinter dem Buschwerk und in der rechten Hälfte des Gemäldes entlang des Flusses. Hinter Vétheuil erheben sich die sanften grünen Hügel des Tals der Seine. Über allem zeigt sich ein blauer Himmel mit dichten verwirbelten weißen Wolken, die Monet in „Kurven von größeren Radien“ gemalt hat. Im Bereich des Himmels ist an mehreren Stellen die grundierte Leinwand sichtbar, wodurch die spontane und skizzenhafte Ausführung des Bildes betont wird.

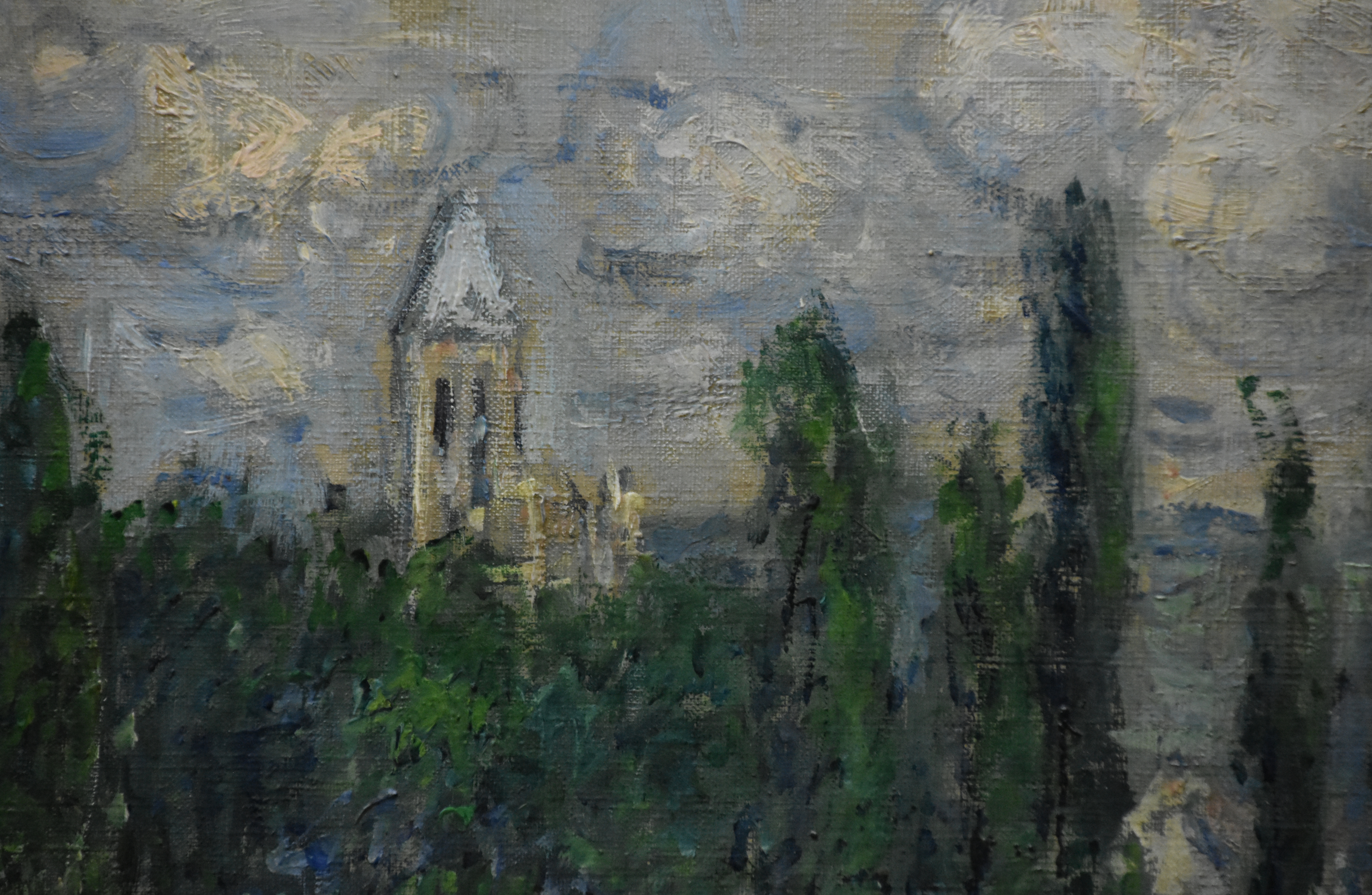
Detailansicht: Kirchturm in Vétheuil
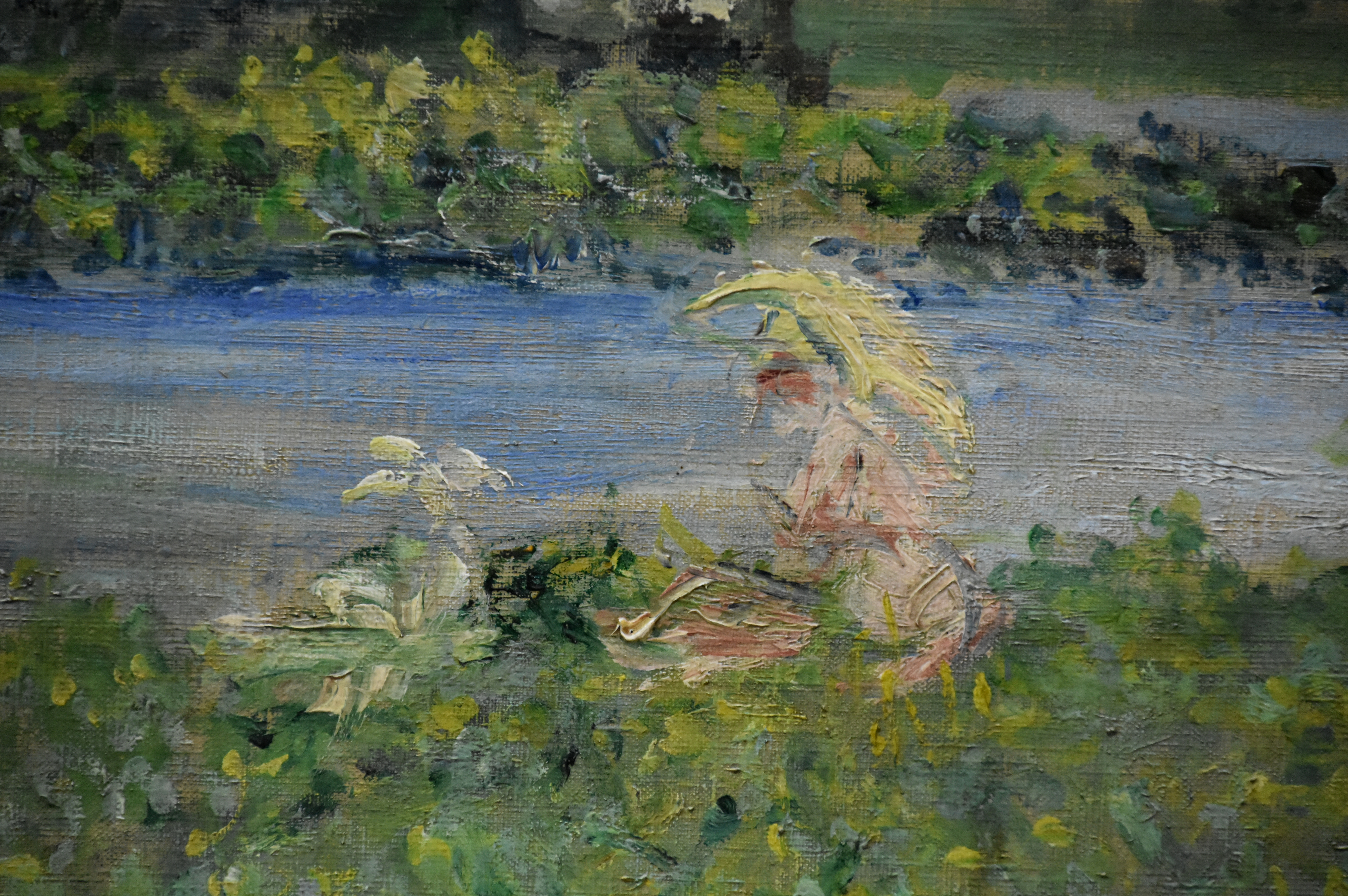
Detailansicht: Frau auf der Wiese

Trotz des markanten Kirchturms in der Bildmitte lässt sich der genaue Standort des Malers nicht genau verorten. Vermutlich hat er die Ansicht auf Vétheuil vom gegenüberliegenden Ufer in Moisson-Lavacourt gemalt. Die Baumreihe mit dem Buschwerk gehört möglicherweise zu einer der Inseln im Fluss. Auf der Wiese am diesseitigen Ufer sitzt nahe am Fluss in seitlicher Ansicht eine Frau im hellen Kleid mit aufgespannten gelben Sonnenschirm. In ihrer leicht nach vorn gebeugten Haltung könnte sie mit der Lektüre eines Buches beschäftigt sein. Rechts von ihr ist mit wenigen Pinselstrichen vielleicht ein kleines Kind angedeutet. In der linken Bildhälfte ist auf dem Fluss ein Ruderboot mit zwei Personen auszumachen. Alle im Bild dargestellten Personen sind keine erkennbaren Individuen, sondern Staffagefiguren eines Landschaftsbildes. Das Gemälde ist unten rechts signiert und datiert: „Claude Monet 1880“.

## Monet in Vétheuil
Monet lebte von 1878 bis 1881 in Vétheuil, einem etwa 60 km westlich von Paris gelegenen Ort an der Seine. Diese Jahre bedeuteten für den Maler eine Zeit des Umbruchs im privaten wie im künstlerischen Bereich. Als Monet mit seiner Frau Camille und dem Sohn Jean Anfang 1878 den bisherigen Wohnort Argenteuil verließ, befand er sich in einer sehr angespannten finanziellen Lage. Er hatte erhebliche Mietschulden und konnte seine Rechnungen nicht bezahlen. Für seine Arbeiten fand er in dieser Zeit nur schwer Käufer und die Werke erzielten vergleichsweise geringe Preise. Zudem erwartete seine Frau ihr zweites Kind. Unterstützt wurde er gelegentlich durch Freunde wie den Maler Édouard Manet, den Schriftsteller Emile Zola oder den Arzt Paul Gachet. Im Frühjahr 1878 lebte Monet vorübergehend in Paris, wo im März der zweite Sohn Michel zur Welt kam. Im September des Jahres zog Monet nach Vétheuil, seine Familie folgte kurze Zeit später. In das dort gemietete Haus zog ebenfalls die Familie von Monets Freund Ernest Hoschedé ein. Hoschedé, der zuvor Konkurs für sein Textilunternehmen anmelden musste, blieb nur wenige Wochen in Vétheuil und lebte bald wieder in Paris. Seine Frau Alice und die sechs Kinder des Paares wohnten hingegen weiter zusammen mit den Monets in Vétheuil. Camille Monet hatte sich nach ihrer Schwangerschaft gesundheitlich nicht wieder erholt; wenig später wurde bei ihr Unterleibskrebs diagnostiziert. Sie starb schließlich im Herbst 1879 im Alter von 32 Jahren. Ihre Pflege hatte Alice Hoschedé übernommen, die sich zudem um die insgesamt acht Kinder im Haus kümmerte. Claude Monet und Alice Hoschedé lebten die kommenden Jahre als Paar zusammen und heirateten später.
In der Zeit in Vétheuil malte Monet zahlreiche Landschaftsbilder, darunter häufig Motive mit Ansichten der Seine. Teilweise zeigte er die Flusslandschaft ohne einen direkten Bezug zum Ort, etwa in winterlichen Motiven wie Eisbuch von 1879 (University of Michigan Museum of Art, Ann Arbour) oder der sommerlichen Ansicht Seineufer bei Vétheuil von 1880 (National Gallery of Art, Washington D.C.). In diesen Bildern sind weder Gebäude des Ortes noch Personen zu sehen. Gelegentlich richtete Monet seinen Blick von Vétheuil aus auf das gegenüberliegende Flussufer, beispielsweise im Gemälde Lavacourt von 1880 (Dallas Museum of Art). Häufig zeigte er jedoch den Blick aus der entgegengesetzten Richtung. In einer Reihe von Ansichten geht Monets Blick vom Seineufer in Lavacourt über den Fluss nach Vétheuil mit der markanten Kirche. Beispiele hierfür sind Vétheuil von 1879 (National Gallery of Victoria, Melbourne) und Vétheuil im Winter von 1879 (Frick Collection, New York City). In der Berliner Ansicht von Vétheuil findet sich darüber hinaus im Vordergrund Raum für eine Wiese. Dieses Bildelement findet sich in ähnlicher Variation im Bild Mohnfeld bei Vétheuil von 1879 (Stiftung Sammlung E. G. Bührle, Zürich). In dieser Ansicht nimmt die Wiese mit ihrer üppigen Mohnblumenpracht deutlich mehr Bildfläche ein und der Fluss erscheint nur noch als schmaler Streifen im Mittelgrund. Weitere im Sommer 1880 von Monet geschaffenen Ansichten mit Blick auf Vétheuil sind die Gemälde Vétheuil im Sommer  (Metropolitan Museum of Art, New York City) und Vétheuil (Privatsammlung), die, abgesehen von der fehlenden Wiese im Vordergrund, motivisch große Übereinstimmungen zur Berliner Vétheuil-Ansicht haben und in zeitlicher Nähe entstanden sind.

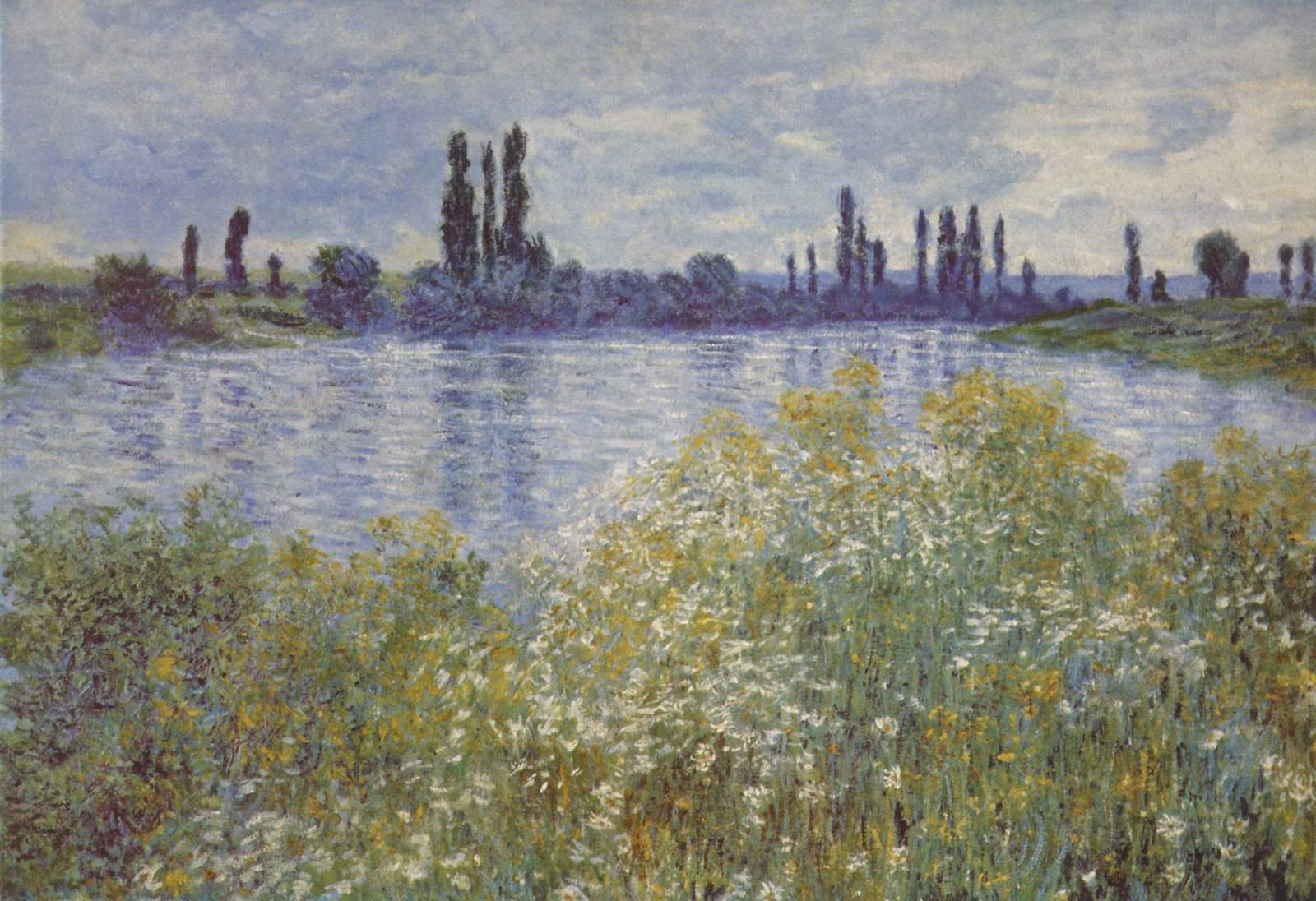
Claude Monet: Seineufer bei Vétheuil, 1880, National Gallery of Art, Washington D.C.
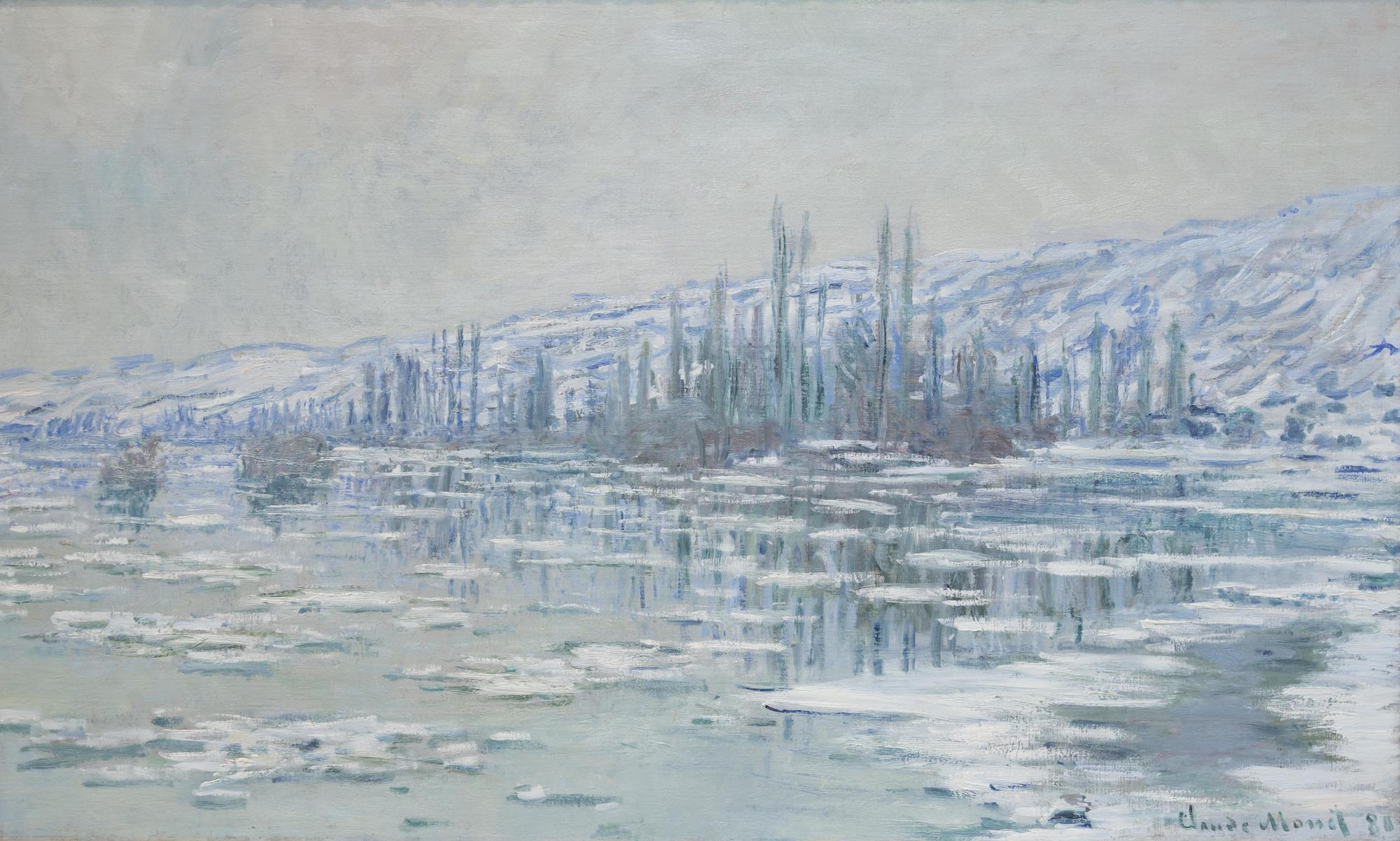
Claude Monet: Eisbruch, 1880, University of Michigan Museum of Art, Ann Arbour
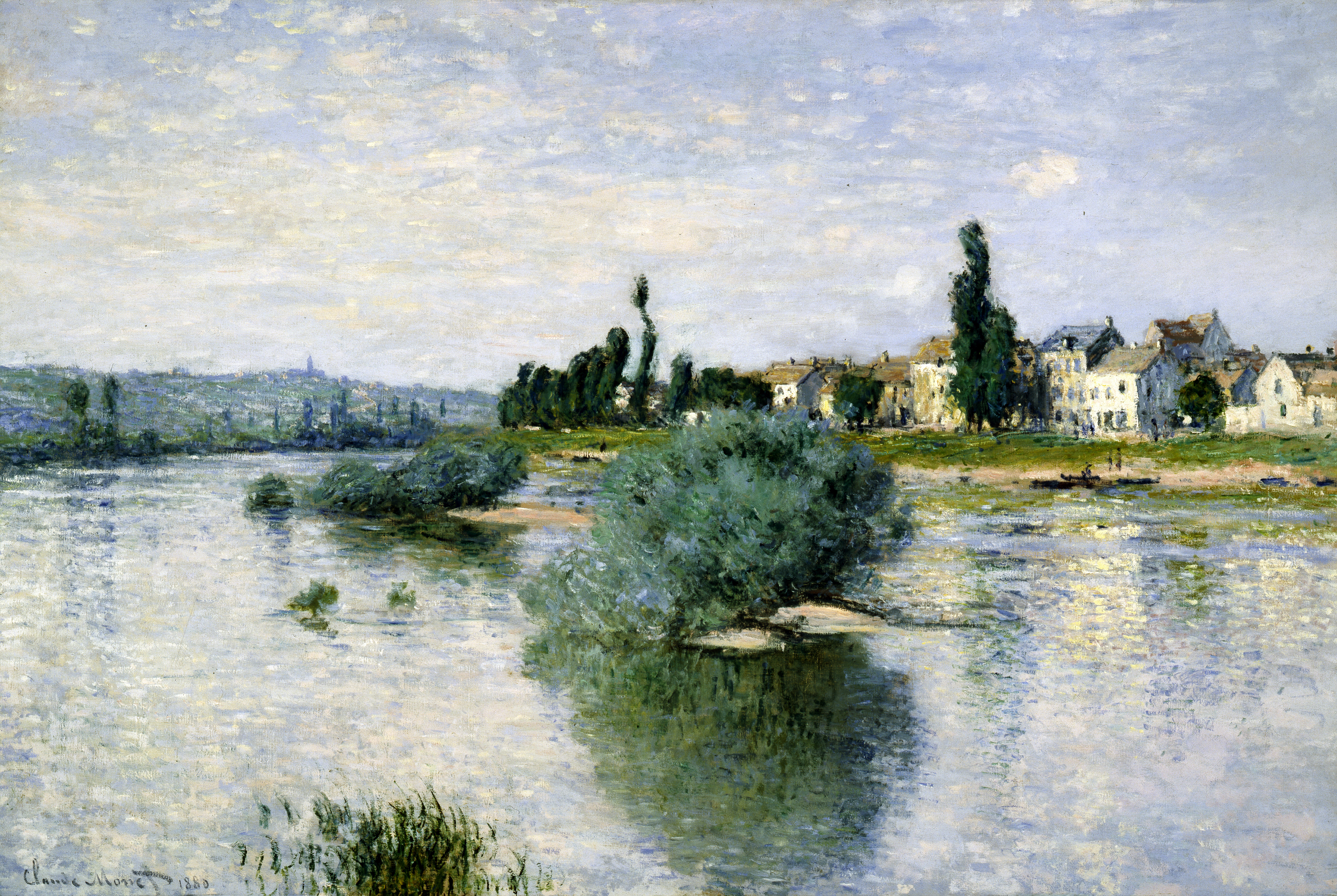
Claude Monet: Lavacourt, 1880, Dallas Museum of Art
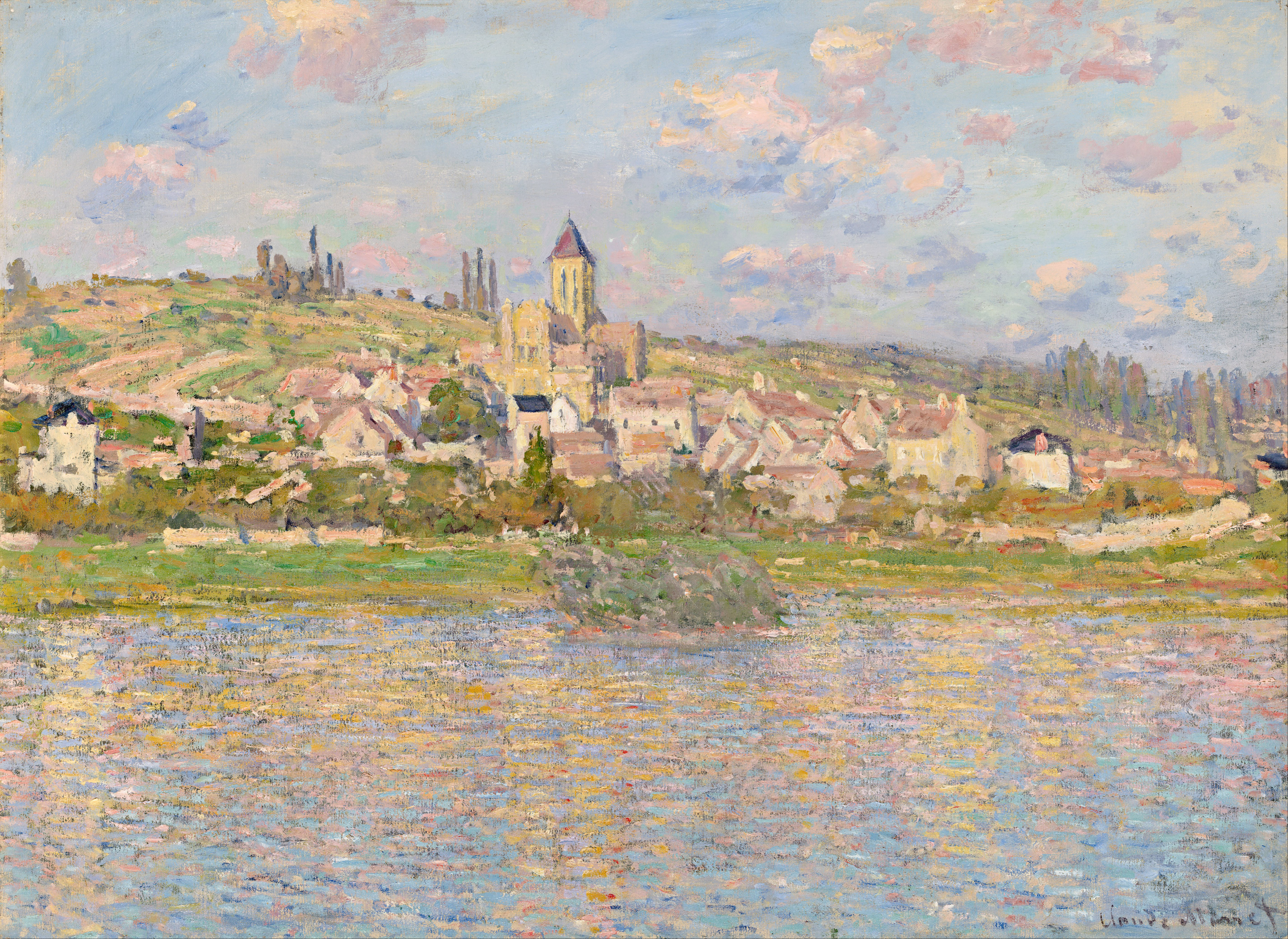
Claude Monet: Vétheuil, 1879, National Gallery of Victoria, Melbourne
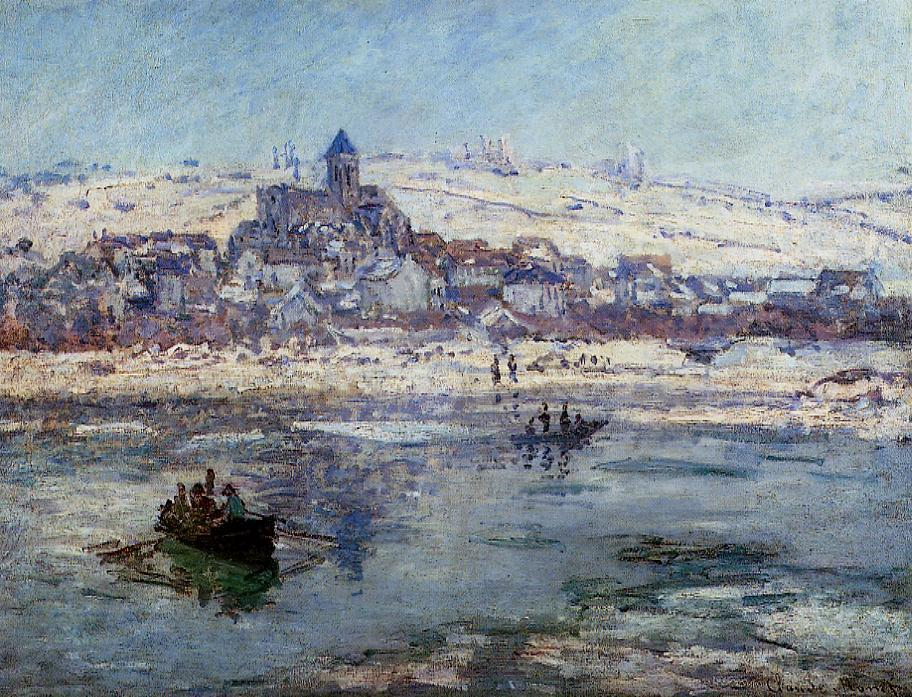
Claude Monet: Vétheuil im Winter, 1879, Frick Collection, New York City
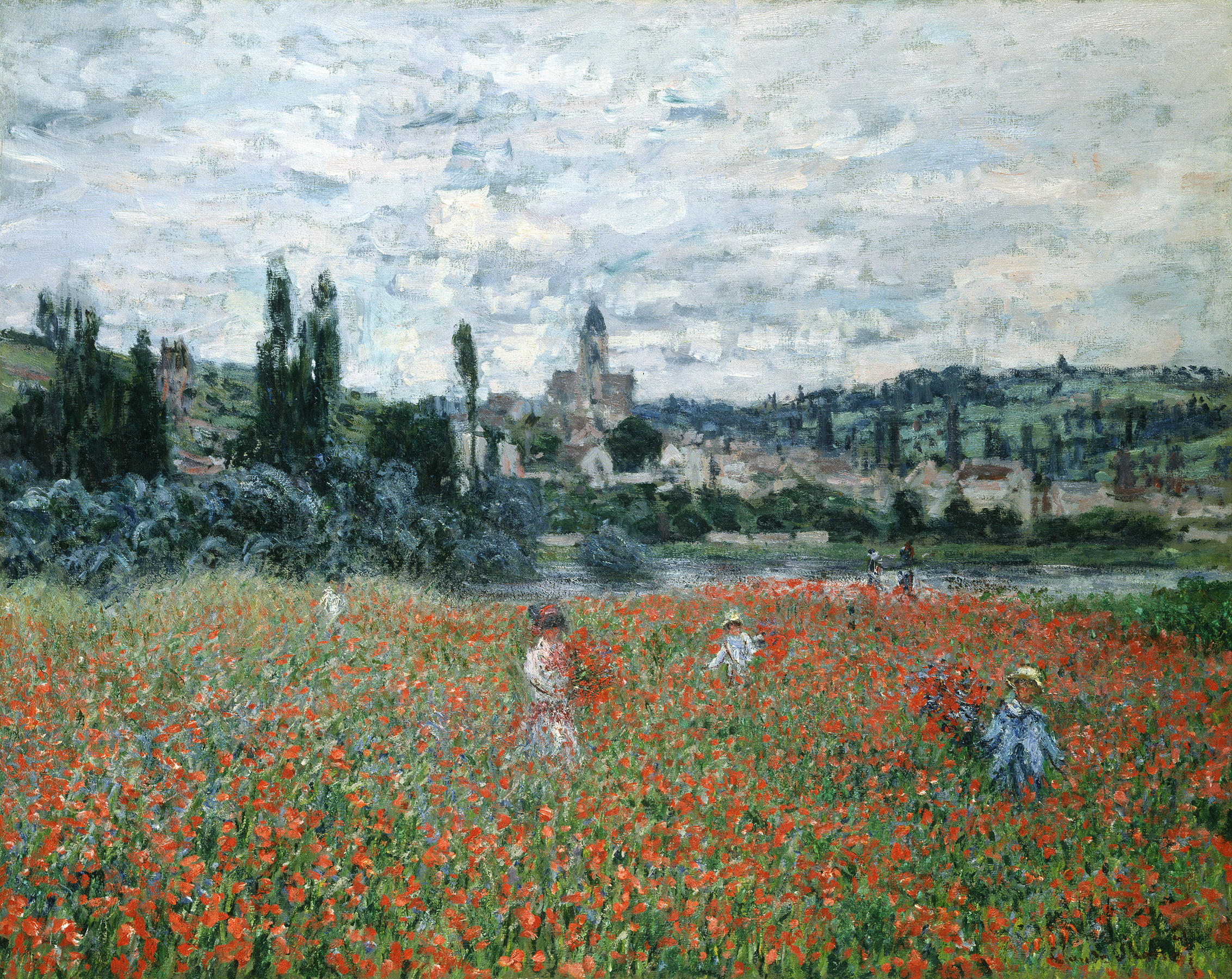
Claude Monet: Mohnfeld bei Vétheuil, 1879, Stiftung Sammlung E. G. Bührle, Zürich
Claude Monet: Vétheuil im Sommer, 1880, Metropolitan Museum of Art, New York City
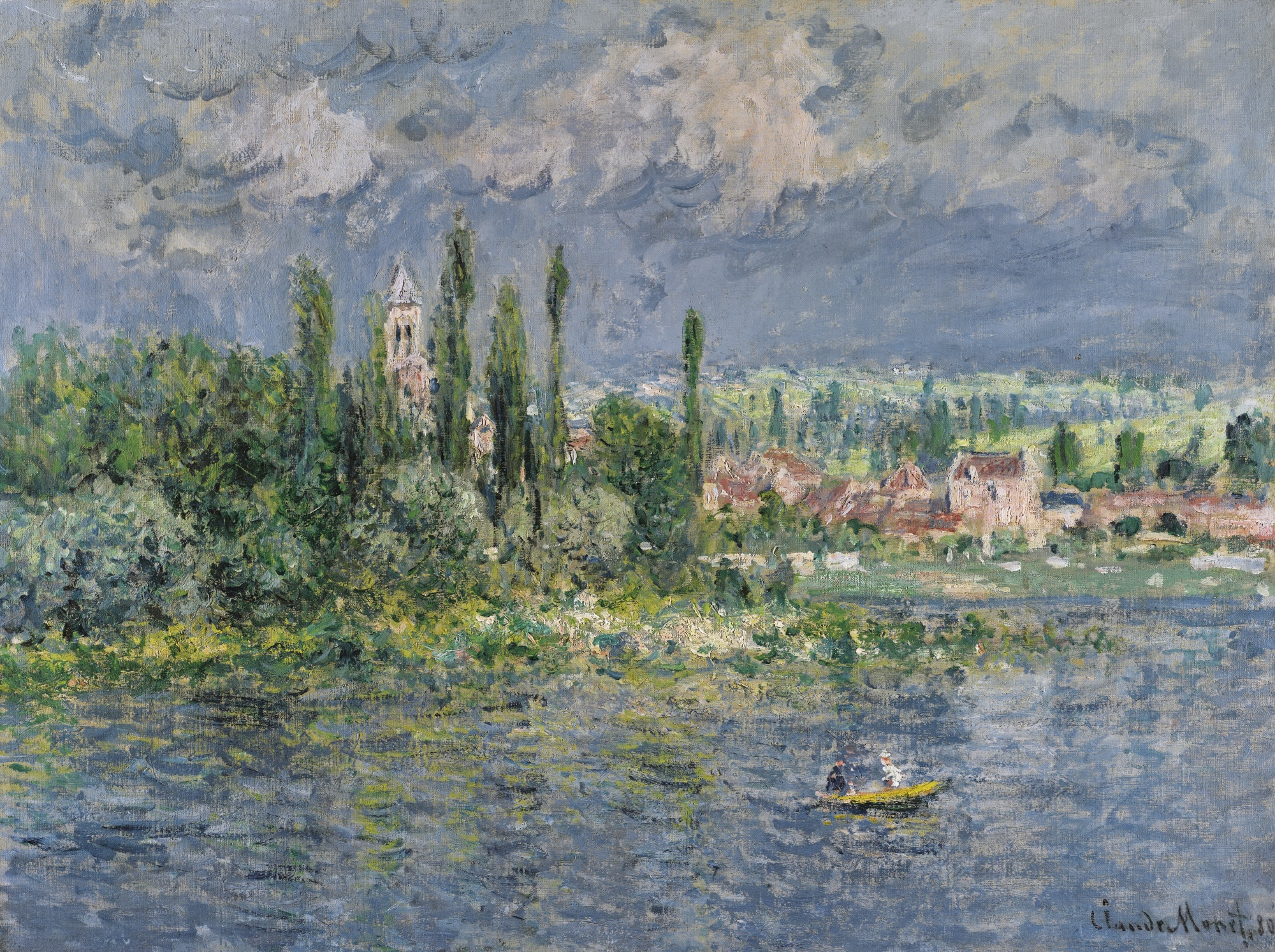
Claude Monet: Vétheuil, 1880, Privatsammlung

In Vétheuil entwickelte Monet seinen Malstil weiter. Er trug die Farbe meist mit kleinen Stricheln auf, zeigte eine „beschwingte“ Pinselführung und entwickelte „eine neue pastelhafte Farbigkeit“. Zudem löste er sich von seinen Malerfreunden und nahm 1880 nicht an der Gruppenausstellung der Impressionisten teil. Stattdessen sandte er wieder Werke zum traditionellen jährlichen Salon de Paris ein, wo das Motiv Lavacourt von 1880 (Dallas Museum of Art) von der Jury angenommen wurde. Darüber hinaus hatte Monet im Juni 1880 seine erste Einzelausstellung in den Räumen der Zeitschrift La Vie moderne. Beide Ausstellungen brachten Monet die gewünschte Aufmerksamkeit und langsam begann sich auch seine finanzielle Situation zu verbessern.

## Rezeption
Die Aufnahme des Gemäldes Ansicht von Vétheuil in die Sammlung der Berliner Nationalgalerie begründete Direktor Hugo von Tschudi 1896 wie folgt: „Eine Weiterentwicklung auf dem Gebiete der Landschaftsmalerei bedeutet Claude Monet. Der in dem Streben nach einem prägnanten Erfassen des Natureindrucks, die Mittel der Wiedergabe vereinfacht, und ihre Intensität steigert. Die Ansicht von Vétheuil ist ein besonders lehrreiches Beispiel für diese Richtung.“ Der Kunsthistoriker Julius Meier-Graefe lobte 1898 die Qualität des Bildes: „Es ist ein zarter Monet, aber in seiner fast roccocohaften Zartheit der Linie und der Farbe von der ganz unwiderstehlichen Sicherheit aller Bilder des Meisters“. Meier-Graefe verglich die Ansicht von Vétheuil mit Werken des englischen Malers William Turner und favorisierte dabei Monets farbintensivere Ausführung: „In der prickelnden kernigen Süße der Farbe schäumt Champagner. Turner ist Zuckerwasser“. Für den Kunstkritiker Karl Scheffler war Monets Ansicht von Vétheuil 1912 „ein wahres Wunderwerk moderner selbständiger Landschaftsmalerei“. Er beschrieb das Werk weiter: „Auf diesem hinreißend schönen Bild ist alles Bewegung. Luft, Licht, Sonne und Mittagsflimmer. Die Wolken ziehen, der Fluß fließt, die Bäume schwanken, die Luft zittert in der Hitze. Alles ist unaufhaltsam.“

## Provenienz
Claude Monet verkaufte das Gemälde Ansicht von Vétheuil vermutlich 1881 an den Kunsthändler Paul Durand-Ruel. Dieser behielt das Bild bis November 1896 in seinem Bestand, als es Hugo von Tschudi in seinem ersten Dienstjahr für die Nationalgalerie in Berlin erwarb. Den Kaufpreis in Höhe von 5000 Mark stiftete der Berliner Bankier Karl von der Heydt. Es war der zweite Ankauf eines Monet-Gemäldes für ein deutsches Museum, nachdem wenige Monate zuvor die Hamburger Kunsthalle das Stillleben Birnen und Trauben erworben hatte.